# 宋起鳳
宋起鳳（?—?），字来仪，号紫庭，又号觉庵。河北沧州人。
顺治八年副贡生。历官灵丘、乐阳县令，康熙元年（1662年），擢升广东罗定州知州，“居官廉明宽大，惠政多端”。晚好游，足迹遍天下。著有《稗说》四卷，又有《核工记》。